# Amt Dambeck
Amt Dambeck gehört zur Ortschaft Dambeck und ist ein Ortsteil der Hansestadt Salzwedel im Altmarkkreis Salzwedel in Sachsen-Anhalt.

## Geographie
Das altmärkische Amt Dambeck, ursprünglich ein Vierseithof mit Gutssiedlung, liegt rund sieben Kilometer südlich der Kernstadt Salzwedel an der Jeetze. Im Amt Dambeck befindet sich das Kloster Dambeck.
Nächstgelegen sind die beiden Salzwedeler Ortsteile Dambeck im Norden und Altensalzwedel im Süden sowie Schieben im Südwesten und Maxdorf im Südosten.

## Geschichte

### Mittelalter bis Neuzeit
Das Amt Dambeck ist aus dem Kloster Dambeck entstanden. Bei der Einführung der Reformation in der Altmark 1540 ging das Kloster zur evangelischen Lehre über und kam im Jahre 1545 als Pfandbesitz an die Familie von der Schulenburg. Im Jahre 1573 wurde über ein Vorwerk vor dem Kloster Dambeck berichtet. 1644 ging es in den Besitz des Joachimsthalschen Gymnasiums in Berlin über. 1745 wurde es Amt genannt. Dazu gehörte ein Krug und eine Wassermühle an der Jeetze mit zwei Mahlgängen, die spätere Amtsmühle, die heutige Klostermühle.
Im Jahre 1801 wurde ein Schulamt und ein Vorwerk Dambeck mit Sitz des Generalbeamten aufgeführt. Es lebten dort zwei Büdner und es gab einen Krug.
Im 19. Jahrhundert entstand der Gutsbezirk Amt Dambeck, zu dem die Wohnplätze Amtskrug, Försterei Risk, Oberförsterei Ferchau, das Vorwerk Neuhof und die Wassermühle gehörten.

### Eingemeindungen
Am 30. September 1928 wurde der Gutsbezirk Amt Dambeck mit der Landgemeinde Dambeck vereinigt. Das Amt Dambeck wurde damit zum Ortsteil, was im Jahre 1929 auch für andere bewohnte Teile einiger ehemaliger Gutsbezirke amtlich bestätigt wurde. In späteren Jahren wurde der Ort als Wohnplatz zu Dambeck aufgeführt. 1986 war das Volksgut Dambeck wieder ein Ortsteil. Danach war der Ort wieder ein Wohnplatz und schließlich ist er seit 2011 wieder ein Ortsteil, der inzwischen zur Ortschaft Dambeck und zur Hansestadt Salzwedel gehört.

### Einwohnerentwicklung
| Jahr | Einwohner |
| ---- | --------- |
| 1774 | 024       |
| 1798 | 039       |
| 1801 | 042       |
| 1818 | 034       |
| 1840 | 081       |
| 1864 | 141       |
| 1871 | 082       |

| Jahr | Einwohner |
| ---- | --------- |
| 1885 | 076       |
| 1892 | [0]104    |
| 1895 | 075       |
| 1900 | [0]049    |
| 1905 | 089       |
| 1910 | [0]075    |
| 2005 | [0]022    |

| Jahr | Einwohner |
| ---- | --------- |
| 2010 | [0]16     |
| 2015 | [00]17    |
| 2020 | [00]08    |
| 2021 | [00]06    |
| 2022 | [0]06     |
| 2023 | [0]21     |

Quelle bis 1905, wenn nicht angegeben:

## Religion
Die evangelische Kirchengemeinde Dambeck (Amt) gehörte zur Pfarrei Dambeck. Die Evangelischen aus Dambeck gehören heute zum Pfarrbereich Apenburg im Kirchenkreis Salzwedel im Bischofssprengel Magdeburg der Evangelischen Kirche in Mitteldeutschland.